# MX vs. ATV
MX vs. ATV est une franchise de jeux vidéo de course américaine développée par Rainbow Studios et publiée par THQ Nordic qui se concentre sur les courses tout-terrain , en tant que croisement entre la trilogie MX de THQ et la série ATV Offroad Fury de Sony . Les premiers jeux de la série, à commencer par MX vs. ATV Unleashed , ont été publiés par THQ avant sa faillite et sa liquidation en 2013. Comme son nom l'indique, l'objectif principal de la série est la course avec des motos de motocross et des véhicules tout-terrain , bien que d'autres véhicules tels que des buggy et des camions de sport aient également été présentés dans les jeux. Les joueurs peuvent également piloter des avions et des hélicoptères dans certains jeux.
En août 2011, THQ a fermé THQ Digital Phoenix (qui s'appelait Rainbow Studios à l'époque) ainsi que d'autres studios de développement de jeux et n'a pas « activement poursuivi le développement ultérieur » de la franchise MX vs. ATV dans le cadre d'une réorganisation de l'entreprise,.  Néanmoins, la série a subi la disparition de THQ et, en avril 2013, Nordic Games a acquis la franchise par le biais de la liquidation de THQ.  Nordic Games a ensuite poursuivi la série en 2014 avec MX vs. ATV Supercross ,  puis s'est efforcé d'amener la série sur les consoles de huitième génération , portant Supercross sur certaines d'entre elles plusieurs mois plus tard et publiant une autre suite pour elles en 2018, intitulée MX vs. ATV: All Out . Un septième jeu pour les consoles de neuvième génération , MX vs. ATV Legends , est sorti le 28 juin 2022.

## Jeux
La série MX vs. ATV est un crossover cumulatif entre la trilogie MX de THQ et la série ATV Offroad Fury de Sony . Tous les jeux de la franchise avant MX vs. ATV Reflex étaient disponibles sur PlayStation 2 .

### TrilogieMX
La trilogie MX est une collection de trois jeux de course de motocross, tous publiés par THQ au début des années 2000, faisant suite à la duologie Championship Motocross featuring Ricky Carmichael de THQ , dont les deux jeux sont sortis sur PlayStation et la suite étant également disponible sur Game Boy Color . Comme la duologie Championship , les deux premiers volets, 2002 et Superfly , ont été développés par Locomotive Games et approuvés par Ricky Carmichael , dont le portrait est apparu dans certains jeux vidéo MX vs. ATV . Le troisième jeu, MX Unleashed , a été développé par Rainbow Studios, qui avait commencé la série ATV Offroad Fury à l'époque de la sortie de 2002 et Superfly et a continué à créer la série crossover MX vs. ATV un an après Unleashed . Les trois volets sont sortis sur des plateformes de sixième génération , la trilogie entière étant disponible sur PS2 et Xbox .
Les trois jeux de la trilogie sont 
- MX 2002 featuring Ricky Carmichael (2001)
- MX Superfly featuring Ricky Carmichael (2002)
- MX Unleashed (2004)

### série ATV Offroad Fury
ATV Offroad Fury est une série de jeux de course de VTT éditée par Sony Computer Entertainment qui s'est déroulée de 2001 à 2006, composée de quatre titres principaux sortis sur la PlayStation 2. Rainbow Studios a développé les deux premiers jeux de la série, avant de l'abandonner au profit du développement de MX Unleashed et de la série MX vs. ATV , tout en transmettant le développement de la série ATV Offroad Fury à Climax Racing , qui produirait deux autres suites et les porterait sur la PlayStation Portable sous des titres différents.
Les principaux titres de la série ATV Offroad Fury sont :
- ATV Offroad Fury (2001)
- ATV Offroad Fury 2 (2002)
- ATV Offroad Fury 3 (2004; porté sur PSP sous le nom de ATV Offroad Fury: Blazin' Trails en 2005)
- ATV Offroad Fury 4 (2006; porté librement sur PSP sous le nom d'ATV Offroad Fury Pro la même année)

### Série principale
Après la sortie de la trilogie MX et des trois premiers jeux ATV Offroad Fury , la série MX vs. ATV a véritablement débuté avec MX vs. ATV Unleashed en 2005. Peu de temps après le début de la série, la série ATV Offroad Fury s'est discrètement conclue avec une dernière suite, ainsi que des ports PSP de ses deux derniers jeux.
Tous les jeux de la série sont sortis sur des consoles non Nintendo , Untamed , Reflex et All Out étant également disponibles sur au moins une plateforme Nintendo. Tous les jeux prennent en charge les courses multijoueurs en écran partagé local entre 2 joueurs sur consoles et PC, tout en utilisant le multijoueur en ligne pour prendre en charge les concours avec des groupes de joueurs plus importants. Le multijoueur sans fil local entre jusqu'à quatre joueurs est pris en charge sur les versions portables des jeux, à l'exception de la version PSP de Reflex .
| Année | Jeu                   | Plateforme(s) | Plateforme(s) | Plateforme(s) | Plateforme(s) | Plateforme(s) | Plateforme(s) | Plateforme(s) | Plateforme(s) | Plateforme(s) | Plateforme(s) | Plateforme(s) | Plateforme(s) | Plateforme(s) | Plateforme(s) |
| Année | Jeu                   | PS2           | Xbox          | PC            | Foule         | PSP           | NDS           | Wii           | PS3           | X360          | PS4           | NS            | XUn           | PS5           | SXS           |
| ----- | --------------------- | ------------- | ------------- | ------------- | ------------- | ------------- | ------------- | ------------- | ------------- | ------------- | ------------- | ------------- | ------------- | ------------- | ------------- |
| 2005  | MX vs. ATV unleashed  | Oui           | Oui           | Oui           | Oui           | Port          | Non           | Non           | Non           | Non           | Non           | Non           | Non           | Non           | Non           |
| 2007  | MX vs. ATV Untamed    | Oui           | Non           | Non           | Oui           | Oui           | Oui           | Oui           | Oui           | Oui           | Non           | Non           | Non           | Non           | Non           |
| 2009  | MX vs. ATV Reflex     | Non           | Non           | Oui           | Non           | Oui           | Oui           | Non           | Oui           | Oui           | Non           | Non           | Non           | Non           | Non           |
| 2011  | MX vs. ATV Alive      | Non           | Non           | Non           | Non           | Non           | Non           | Non           | Oui           | Oui           | Non           | Non           | Non           | Non           | Non           |
| 2014  | MX vs. ATV Supercross | Non           | Non           | Port          | Non           | Non           | Non           | Non           | Oui           | Oui           | Port          | Non           | Port          | Non           | Non           |
| 2018  | MX vs. ATV All Out    | Non           | Non           | Oui           | Non           | Non           | Non           | Non           | Non           | Non           | Oui           | Port          | Oui           | Non           | Non           |
| 2022  | MX vs. ATV Legends    | Non           | Non           | Oui           | Non           | Non           | Non           | Non           | Non           | Non           | Oui           | Non           | Oui           | Oui           | Oui           |

## Dans d'autres médias
Le jeu MX vs. ATV All Out est le sponsor principal de deux événements de motocross américains, malgré l'omission des véhicules tout-terrain : le Ricky Carmichael Daytona Amateur Supercross 2020 au Daytona International Speedway à Daytona Beach, en Floride  et la dernière course nationale de la saison 2020 du championnat AMA Motocross au Fox Raceway à Pala, en Californie ,.  All Out redeviendra également le sponsor principal du Ricky Carmichael Daytona Amateur Supercross 2021 suivant.